# Multimedialokalisierung
Multimedialokalisierung (MML) bezeichnet den Prozess der Anpassung audiovisueller Inhalte an verschiedene Zielsprachen und -kulturen. Dieser Prozess umfasst in der Regel die Transkription des gesprochenen und geschriebenen Texts, die Übersetzung und Revision der Texte, die Sprachaufnahme oder Untertitelung sowie die finale Videoproduktion mit Anpassung aller Symbole und Bildschirmtexte an die Zielsprache.
Wie bei der Softwarelokalisierung umfassen diese Anpassungen nicht nur sprachliche Inhalte, sondern auch Währungen, Symbole, Datumskonventionen, Namen und Maßeinheiten u. a. Die Lokalisierung von Multimedia-Inhalten bezieht darüber hinaus nicht nur geschriebenen Text, sondern auch gesprochenen Text, Musik und Soundeffekte, bewegte Bilder, Animationen, Softwareoptionen und Grafiken in den Prozess ein. Anders als bei der Internationalisierung werden bei der Lokalisierung erforderliche Anpassungen an die Zielsprache(n) erst nach der Fertigstellung des Projekts in der Ausgangssprache vorgenommen. Im Idealfall geht die Internationalisierung der Lokalisierung voraus, um zu gewährleisten, dass das lokalisierte Produkt optimal auf die kulturellen und geografischen Gegebenheiten des Zielmarkts zugeschnitten ist.

## Ausgangsmaterial, Zielsprachen und Art der Lokalisierung
Lokalisiert werden in der Regel bereits in einer oder mehreren Sprachen vorliegende digitale Multimedia-Inhalte, z. B. Schulungen/E-Learnings, Werbe- und Marketingvideos, Produktpräsentationen, Animationsfilme u. ä., die in anderen Zielmärkten verwendet und daher in weitere Sprachen übertragen werden sollen. Bei der Entscheidung, welche Elemente eines Multimediaprojekts lokalisiert werden sollen, ist der jeweilige Kontext und Umfang entscheidend (Zielmarkt, Zielpublikum, Verwendungszweck, …).
Vor der Lokalisierung sollte daher stets eine umfassende Beratung stehen, um zu klären, für welche Sprachen lokalisiert werden soll, welcher Verwendungszweck angedacht ist, welche Zielgruppe(n) erreicht werden sollen und welche Art der Lokalisierung gewünscht wird, z. B. Sprachaufnahme, Untertitelung, Synchronisation oder reine Videobearbeitung.

## Lokalisierungsprozess
Vor der eigentlichen Lokalisierung wird im Rahmen der Materialprüfung gesichtet, welche Ausgangsdateien vorhanden sind und ob die jeweils erforderlichen Projektdateien vorliegen (z. B. After-Effects, Captivate, Final Cut, Premiere Pro,…).
Der vollständige Prozess der Multimedialokalisierung umfasst die folgenden Schritte:
- Transkription des gesprochenen Textes
- Erfassung sämtlicher Bildschirmtexte
- Erstellen von Timecodes
- Übersetzung und Revision des getimten Skripts
- Längenprüfung
- Aussprachehinweise für die Aufnahme
- Sprachaufnahme bzw. Untertitelung
- Audiomastering
- Videobearbeitung
- Zusammenführung aller Audio- und Videoinhalte
- Produktion des finalen Multimediaprojekts im gewünschten Format

Jeder Prozessschritt sollte einer genauen Qualitätskontrolle unterliegen, da nachträgliche Änderungen z. B. im Fall von Neuaufnahmen sehr zeit- und kostenaufwändig sein können.

## Besondere Anforderungen

### Skripterstellung
Wesentliche Grundlage für die Lokalisierung von Multimediaprojekten ist die Erstellung eines Skripts, das alle anzupassenden Texte und Symbole enthält. Bei gesprochenen Texten und Untertitelungsprojekten wird jedem Segment anhand des Originals ein Timecode zugeordnet und dessen Anfang, Ende und Dauer im Skript vermerkt. Das getimte Skript wird übersetzt und redigiert. Anhand des Timecodes kann danach die Länge der Übersetzung (Sprechdauer, Zeichenanzahl,…) mit der des Originals verglichen und gegebenenfalls angepasst werden.

### Übersetzung
Im Rahmen der Multimedialokalisierung kommt dem Schritt der Übersetzung besondere Bedeutung zu. Neben den üblichen Schwierigkeiten bei der Übertragung des Inhalts in die Zielsprache spielt bei der audiovisuellen Übersetzung (AVT) auch die Synchronität zwischen Bild und Ton eine wichtige Rolle (Übereinstimmung von gesprochenem Text, Bildschirmtext und Aktion im Video). Zu beachten sind außerdem die teilweise äußerst restriktiven Längenbeschränkungen (Sprechdauer des Originals im Vergleich zur Übersetzung, maximale Zeichenanzahl bei der Untertitelung, Lippensynchronität,…). Erst wenn das Ergebnis der Längenprüfung positiv ausfällt, d. h. wenn die Übersetzung nicht signifikant länger oder kürzer ist als das Original, ist das Skript bereit für die Sprachaufnahme bzw. die Untertitelung.

### Sprachaufnahme
Im Rahmen der Sprachaufnahme kann unterschieden werden zwischen Voice Replacement (ursprüngliche Sprachspur wird entfernt, neue Sprachspur wird eingefügt; in Anlehnung an den Gebrauch im Englischen teilweise auch als „Voice Over“ bezeichnet), Voice-over (ursprüngliche Sprachspur ist leise im Hintergrund zu hören, neue Sprachspur wird darübergelegt; manchmal auch als „UN-Style Voice Over“ bezeichnet) und Synchronisation (ursprüngliche Sprachspur wird entfernt, neue lippensynchrone Sprachspur wird eingesetzt). In der Regel werden für die Sprachaufnahmen nur professionelle, muttersprachliche Sprecher eingesetzt. Der Kunde kann per Telefon oder direkt vor Ort Sprachregie führen und so Einfluss auf die Aufnahme nehmen. Besondere Hinweise zur Aussprache von Fremdwörtern oder Eigennamen werden vorab geklärt und dem Sprecher rechtzeitig vor der Aufnahme übermittelt.

### Videobearbeitung
Alle zu lokalisierenden Bildschirmtexte, Softwareoptionen, Symbole und Grafiken werden entsprechend den Vorgaben angepasst, ausgetauscht oder entfernt. Für diesen Schritt und die nachfolgende Zusammenführung des Audio- und Videomaterials sind in der Regel die Ausgangsprojektdateien erforderlich. Bei der finalen Produktion muss ebenfalls sorgfältig auf die Synchronität zwischen gesprochenem Text, Bildschirmtext und Aktion im Video geachtet werden (finales QA).

## Anbieter
Zu den Anbietern von Multimedialokalisierung zählen einerseits Sprachdienstleister und Übersetzungsunternehmen, die sich auf diesen Bereich spezialisiert haben und mit Sprechern / Tonstudios zusammenarbeiten, sowie andererseits Audio- und Videoproduktionsfirmen, die mit qualifizierten Übersetzern zusammenarbeiten. Einige Agenturen bieten den kompletten Lokalisierungsprozess an, andere lagern bestimmte Teilschritte (z. B. Übersetzung, Sprachaufnahme, Videobearbeitung) aus. Aufgrund des Umfangs und der Komplexität von Multimediaprojekten sollte bei der Lokalisierung stets auf die nachweisliche Qualifikation und Erfahrung des Anbieters geachtet werden.